# Межевихин
Межевихин — посёлок в Грибановском районе Воронежской области.
Входит в состав Алексеевского сельского поселения.

## География

### Улицы
- ул. Проезжая.

## Население
| 2010 |
| ---- |
| 21   |